# 12 رجلا غاضبا (فلم 1997)
12 رجلاً غاضباً (بالإنجليزية: 12 Angry Men) هو فيلم درامي أمريكي صنع للتلفزيون عام 1997م من إخراج ويليام فريدكن، مقتبس من الكاتب ريجنالد روز من فيلمه الأصلي عام 1954 الذي يحمل نفس العنوان. وهو إعادة صناعة جديدة لفيلم عُرض عام 1957 الذي يحمل نفس الاسم .

## الممثلون
- ماري ماكدونيل في دور القاضية سينثيا نانس[5]
- تاريز ألين بدور الحارس
- دوغلاس إسبانيا بصفته المتهم

## جوائز وترشيحات
| فئة                                                        | المرشحون        | نتيجة |
| ---------------------------------------------------------- | --------------- | ----- |
| أفضل مسلسل قصير أو فيلم تلفزيوني                           | تيرينس أ دونيلي |       |
| أفضل أداء لممثل في مسلسل قصير أو فيلم تلفزيوني             | جاك ليمون       |       |
| أفضل أداء لممثل في دور داعم في مسلسل قصير أو فيلم تلفزيوني | جورج سي سكوت    |       |

فاز فينج رامز بجائزة أفضل ممثل - مسلسل قصير أو فيلم تلفزيوني عن أدائه في Don King: Only in America . عند تقديمه للجائزة، استدعى جاك ليمون إلى المسرح وأهداه الجائزة، وشعر أن ليمون كان يستحقها أكثر. رفض رامز قبول الجائزة مرة أخرى عندما حاول ليمون إعادتها إليه، مما يعني أنه على الرغم من أن جاك ليمون لم يفز رسميًا بجائزة جولدن جلوب، إلا أنه حصل على الكأس.

## روابط خارجية
- 12 Angry Men  في قاعدة بيانات الأفلام على الإنترنت (بالإنجليزية)